# Samawa
Samawa, auch Samawah oder as-Samawa (arabisch السماوة, DMG as-Samāwa), ist eine Stadt im Irak, 280 Kilometer südöstlich von Bagdad. Sie ist die Hauptstadt des Gouvernement al-Muthanna.
Die Mehrheit der Bewohner sind Schiiten.
Die Stadt hat einen Bahnhof an der Bahnstrecke Bagdad–Basra.

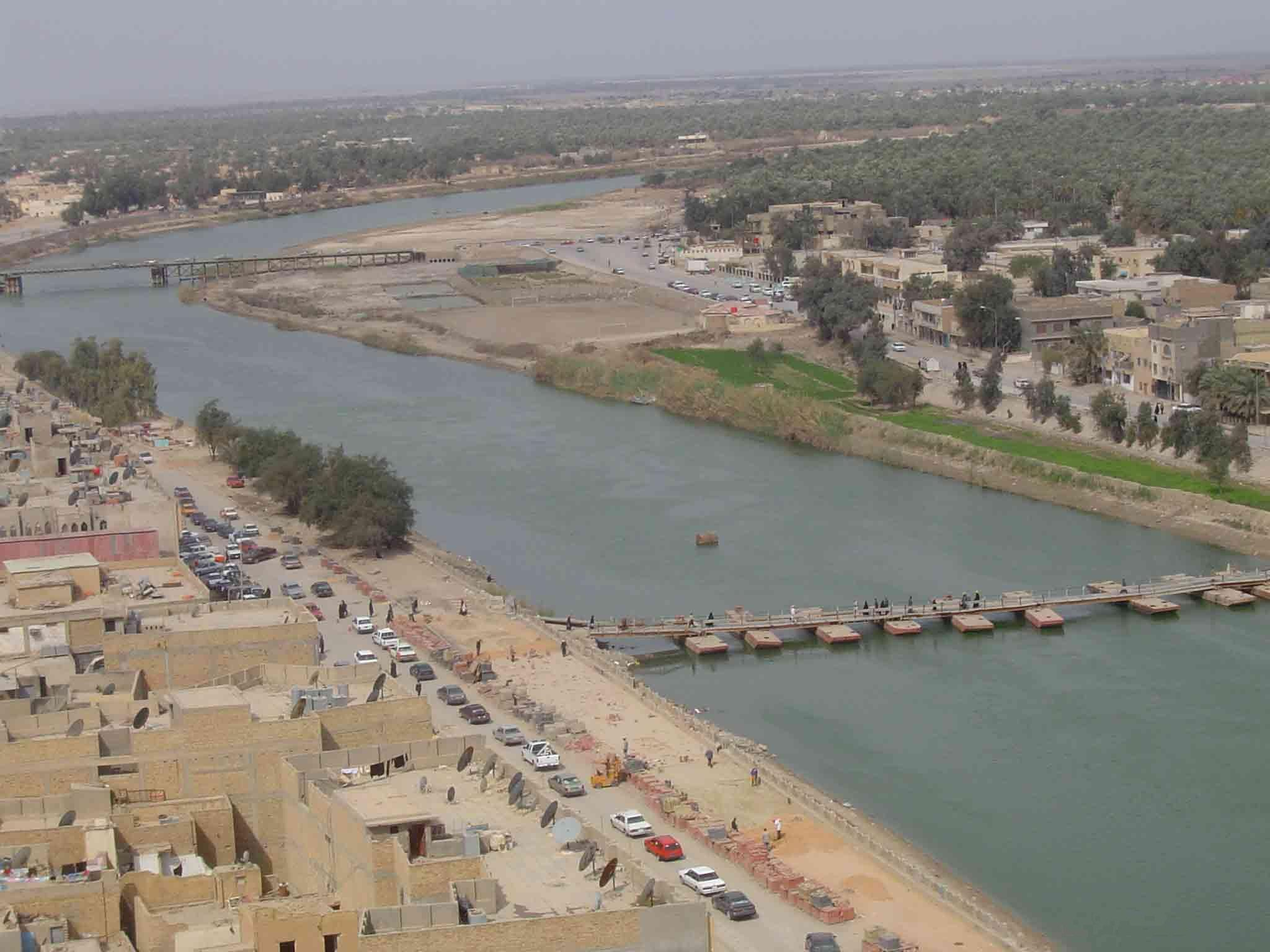
Der Euphrat bei Samawa
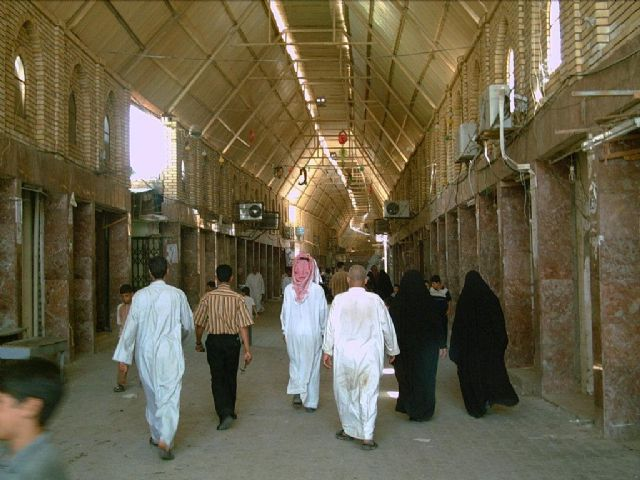
Gedeckter Markt im Zentrum von Samawa

## Söhne und Töchter der Stadt
- Khalid Al-Maaly (* 1956), deutscher Schriftsteller